# Mongīreh (ort i Iran)
Mongīreh (persiska: مونگيرَه, Mūngīrah, منگيره) är en ort i Iran.   Den ligger i provinsen Kohgiluyeh och Buyer Ahmad, i den centrala delen av landet, 500 km söder om huvudstaden Teheran. Mongīreh ligger 1 148 meter över havet och antalet invånare är 271.
Terrängen runt Mongīreh är bergig västerut, men österut är den kuperad. Runt Mongīreh är det ganska glesbefolkat, med 47 invånare per kvadratkilometer. Närmaste större samhälle är Gach Boland, 19,6 km söder om Mongīreh. Omgivningarna runt Mongīreh är i huvudsak ett öppet busklandskap.